# Oreoleptis
Genre
Oreoleptis  est un genre de diptères de la famille des Oreoleptidae.

## Liste d'espèces
Selon Catalogue of Life (17 avril 2019) :
- Oreoleptis torrenticola Zloty, Sinclair & Pritchard, 2005